# Génération sandwich
 (mai 2023).

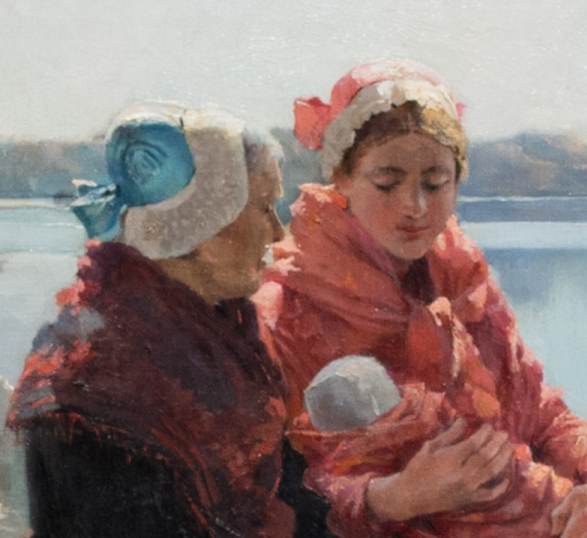
Les adultes doivent parfois s'occuper à la fois des générations plus âgées et plus jeunes.

La génération sandwich est le nom donné à des adultes d'âge moyen qui s'occupent à la fois de leurs parents vieillissants et de leurs propres enfants. Il ne s'agit pas d'une génération ou d'une cohorte spécifique au sens propre, comme la génération des baby boomers ou la génération Y, mais d'un phénomène qui peut toucher toute personne dont les parents et les enfants ont besoin d'aide en même temps.
Le nom est un traduction du terme américain sandwich generation introduit dans le travaux sociaux et la communauté des gérontologues respectivement par Dorothy Miller et Elaine Brody (en) en 1981,. Le terme faisait référence initialement à des femmes trentenaires ou quadragénaires qui prenaient soin de leurs enfants mais devaient aussi le faire pour les parents, amis ou autres. La définition maintenant couvre des cinquantenaires et les hommes même si 60% des aidants de cette génération sont encore des femmes.